# خانه روی آب
همان‌طور که به‌کارگیری برخی موارد در ساخت بناها می‌تواند از آسیب آنها در برابر زلزله جلوگیری کند، شاید بتوان راه‌هایی برای ایجاد ساختمان‌هایی مقاوم در برابر سیلاب ساخت. یکی از شیوه‌ها برای ساخت خانه‌های مقاوم در برابر سیلاب یا بالا آمدن سطح آب، ایجاد ساختمان‌هایی است که به شکلی هماهنگ با سطح آب محیط بالا می‌روند.

## ساختار و نحوه کار
خانه‌های شناور ساختاری بتونی دارند که روی یک سازه شناور قرار گرفته‌اند. این سازه شناور درست همانند پل‌های موقت نظامی است که در طی عملیات نظامی و در مواردی که باید بسرعت نیروها و ماشین آلات سبک و سنگین را از روی آب جابه‌جا کرد به کار برده می‌شوند.
این سازه شناور به صورت عادی و وقتی از سیلاب خبری نیست کف ساختمان محسوب می‌شود و به این ترتیب نمی‌توان تفاوتی بین این خانه‌ها و خانه‌های معمولی دید، اما با بالا آمدن آب، این سازه روی آب شناور شده و کل ساختمان قرار گرفته روی آن را بالا می‌برد. البته قرار نیست این خانه همانند یک قایق در آب شناور باشد یا این‌که با حرکت آب بشدت تکان بخورد، به همین دلیل در مرکز این خانه دو ستون بسیار بزرگ مستحکم قرار دارد که موقعیت خانه را ثابت نگه می‌دارد. همچنین وقتی سیلاب فروکش کرد، برای این دو ستون مرکزی اصلی، خانه به آرامی به موقعیت اولیه خود برمی‌گردد.